# Allen County (Kansas)
Allen County ist ein County im Bundesstaat Kansas der Vereinigten Staaten. Der Verwaltungssitz (County Seat) ist Iola. Das U.S. Census Bureau hat bei der Volkszählung 2020 eine Einwohnerzahl von 12.526 ermittelt.

## Geographie
Das County liegt im Osten von Kansas, ist etwa 40 km von Missouri entfernt und hat eine Fläche von 1308 Quadratkilometern, wovon sechs Quadratkilometer Wasserfläche sind. Es grenzt im Uhrzeigersinn an folgende Countys: Anderson County, Linn County, Bourbon County, Neosho County, Wilson County, Woodson County und Coffey County.

## Geschichte
Allen County wurde am 30. August 1855 als Original-County gebildet und gehört zu den ersten 33 Countys, die von der ersten Territorial-Verwaltung gebildet wurden. Benannt wurde es nach William Allen, einem US-Senator von Ohio.
Insgesamt sind drei Bauwerke und Stätten des Countys im National Register of Historic Places eingetragen.

## Demografische Daten

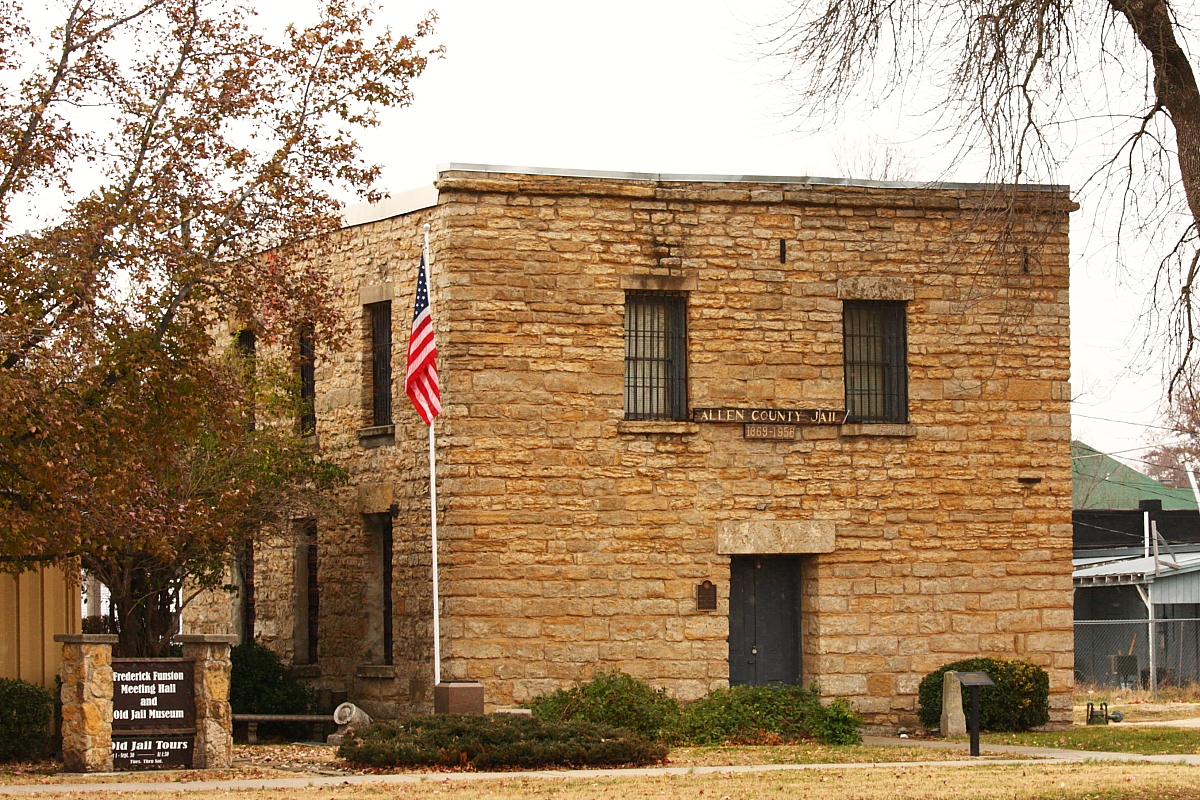
Bezirksgefängnis des Countys, gelistet im NRHP

Nach der Volkszählung im Jahr 2000 lebten im Allen County 14.385 Menschen. Davon wohnten 357 Personen in Sammelunterkünften, die anderen Einwohner lebten in 5.775 Haushalten und 3.892 Familien im Allen County. Die Bevölkerungsdichte betrug 11 Einwohner pro Quadratkilometer. Ethnisch betrachtet setzte sich die Bevölkerung zusammen aus 94,80 Prozent Weißen, 1,63 Prozent Afroamerikanern, 0,78 Prozent amerikanischen Ureinwohnern, 0,26 Prozent Asiaten und 0,86 Prozent aus anderen ethnischen Gruppen; 1,68 Prozent stammten von 2 oder mehr Ethnien ab. 1,93 Prozent der Bevölkerung waren spanischer oder lateinamerikanischer Abstammung.
Von den 5.775 Haushalten hatten 29,8 Prozent Kinder unter 18 Jahren, die mit ihnen gemeinsam lebten. 54,6 Prozent waren verheiratete, zusammenlebende Paare, 8,9 Prozent waren allein erziehende Mütter und 32,6 Prozent waren keine Familien. 28,5 Prozent aller Haushalte waren Singlehaushalte und in 14,4 Prozent lebten Menschen mit 65 Jahren oder darüber. Die Durchschnittshaushaltsgröße betrug 2,43 und die durchschnittliche Familiengröße betrug 2,98 Personen.
25,2 Prozent der Bevölkerung waren unter 18 Jahre alt, 9,8 Prozent zwischen 18 und 24 Jahre, 24,1 Prozent zwischen 25 und 44 Jahre, 22,9 Prozent zwischen 45 und 64 Jahre und 18,0 Prozent waren 65 Jahre alt oder älter. Das Durchschnittsalter betrug 39 Jahre. Auf 100 weibliche Personen kamen 95,6 männliche Personen. Auf 100 Frauen im Alter von 18 Jahren und darüber kamen 90,7 Männer.
Das jährliche Durchschnittseinkommen eines Haushalts betrug 31.481 USD, das Durchschnittseinkommen einer Familie betrug 39.117 USD. Männer hatten ein Durchschnittseinkommen von 27.305 USD, Frauen 19.221 USD. Das Prokopfeinkommen betrug 15.640 USD. 11,3 Prozent der Familien und 14,9 Prozent der Bevölkerung lebten unterhalb der Armutsgrenze.

## Orte im County
- Bassett
- Bayard
- Carlyle
- Elsmore
- Gas
- Geneva
- Humboldt
- Iola
- La Harpe
- Leanna
- Mildred
- Moran
- Petrolia
- Savonburg

Townships
- Carlyle Township
- Cottage Grove Township
- Deer Creek Township
- Elm Township
- Elsmore Township
- Geneva Township
- Humboldt Township
- Iola Township
- Logan Township
- Marmaton Township
- Osage Township
- Salem Township